# Bereźne (obwód brzeski)
Bereźne (błr. Беражное; ros. Бережное; hist. Bereżno Stare, Breżne) – agromiasteczko na Białorusi, w rejonie stolińskim obwodu brzeskiego, około 16 km na północny wschód od Stolina, nad Horyniem. Siedziba sielsowietu oraz parafii prawosławnej pw. św. Paraskiewy.

## Historia
Pierwsza wzmianka o Bereżnie pochodzi z 1508 roku, gdy Piotr Olesza otrzymał te dobra od Fedora, księcia Jarosławicza Borowskiego, ostatniego księcia (kniazia) na Dawidgródku i Pińsku. Nadanie to zostało potwierdzone przez królową Bonę w 1524 roku. Bereżno pozostawało w rękach  męskich potomków rodziny Oleszów do początku XX wieku. Kolejnymi właścicielami majątku byli:
- (2) Teodor Olesza, syn Piotra, rotmistrz,
- (3) Jan Olesza, syn Teodora, poborca mścisławski, która to funkcja została mu powierzona przez sejm w 1581 roku,
- (4) Florian Olesza, syn Jana, sekretarz królweski w 1583 roku, wyznaczony w 1607 roku przez sejm do uśmierzenia buntów kozackich, w 1615 roku wojski włodzimierski,
- (5) Stanisław Olesza, syn Floriana, również sekretarz królewski,
- (6) Michał Olesza, syn Stanisława, sędzia piński,
- (12) Cezary Antoni Olesza (1820–1892), rotmistrz w gwardii rosyjskiej, kilka lat przed powstaniem styczniowym odszedł z wojska i zajął się własną gospodarką. Mimo że był przeciwnikiem powstania, gorliwie opiekował się powstańcami po jego upadku, ukrywając ich, udzielając im zapomóg, ułatwiając wyjazd zagranicę, ratując ich majątki przed konfiskatą. Miał 11 dzieci, w tym 6 synów. Najstarszy majątek rodowy, Stare Bereżno otrzymał jego najmłodszy syn:
- (13) Władysław Olesza, który sprzedał go w 1909 roku księciu Stanisławowi Radziwiłłowi z Dawidgródka.

Ostatnią właścicielką Starego Bereżna była córka Stanisława, Anna de Maillé.
Wieś szlachecka położona była w końcu XVIII wieku w powiecie pińskim województwa brzeskolitewskiego. 
Po II rozbiorze Polski w 1793 roku Bereżno, wcześniej należące do województwa brzeskolitewskiego Rzeczypospolitej, znalazło się na terenie guberni mińskiej Imperium Rosyjskiego. 
Po ustabilizowaniu się granicy polsko-radzieckiej w 1921 roku Bereźne znalazło się na terenie Polski, w gminie Stolin powiatu stolińskiego (od 1923 roku) województwa poleskiego, od 1945 roku – w ZSRR, od 1991 roku – na terenie Republiki Białorusi.
W sąsiedniej wsi Bereźne Nowe, odległej o około 2 km na północ od Bereźnego, najstarszy brat Władysława, Konstanty Olesza, zbudował około 1890 roku pałac, który obecnie popada w ruinę.
W Bereźnem istnieje wybudowana w 1884 roku (i wyremontowana w 1988 roku) parafialna cerkiew prawosławna pw. św. Paraskiewy Piatnicy.

## Dawny dwór
Klasycystyczny dwór został wybudowany przez Oleszów pod koniec XVIII albo na początku XIX wieku. Był to parterowy, drewniany dom na planie wydłużonego prostokąta, wzniesiony na podmurówce. W centralnej, piętrowej części jedenastoosiowej elewacji znajdował się trójosiowy portyk, zwieńczony trójkątnym szczytem wspartym na czterech kolumnach w wielkim porządku. Od strony ogrodu, w związku z opadającym ku Horyniowi terenem, dwór był piętrowy. W centralnej części tej elewacji był również kolumnowy ganek z tarasem w dolnej części i balkonem w górnej. Oryginalne wyposażenie dworu zostało rozproszone zapewne już przed 1914 rokiem.
Dom otaczał ogród, w którym zwracały uwagę stare akacje, topole nadwiślańskie i białodrzew. Centralna aleja lipowa, prowadząca od bramy wjazdowej do dworu przez park angielski została obsadzona już na początku XX wieku.
Majątek w Bereżnie Starym jest opisany w 2. tomie Dziejów rezydencji na dawnych kresach Rzeczypospolitej Romana Aftanazego.